# Parabrimus
Parabrimus is een kevergeslacht uit de familie van de boktorren (Cerambycidae). De wetenschappelijke naam van het geslacht werd voor het eerst geldig gepubliceerd in 1936 door Breuning.

## Soorten
Parabrimus is monotypisch en omvat slechts de volgende soort:
- Parabrimus alboscutellatus Breuning, 1936